# Planeustomus palpalis
Planeustomus palpalis är en skalbaggsart som först beskrevs av Wilhelm Ferdinand Erichson 1839.  Planeustomus palpalis ingår i släktet Planeustomus, och familjen kortvingar. Enligt den svenska rödlistan är arten starkt hotad i Sverige. Arten förekommer i Götaland, Gotland och Öland. Artens livsmiljö är våtmarker, jordbrukslandskap.